# Il brigadiere Pasquale Zagaria ama la mamma e la polizia
Il brigadiere Pasquale Zagaria ama la mamma e la polizia è un film del 1973 diretto da Luca Davan (alias Mario Forges Davanzati). È stato il primo film da protagonista di Lino Banfi, conosciuto da Carlo Maietto in un piccolo cabaret di Roma, dove si esibiva in uno spettacolo comico con Gennarino Palumbo, attore del teatro di Eduardo De Filippo.

## Trama
Degradato ed espulso dalla Polizia per i suoi travestimenti che agevolano la fuga di malviventi, il brigadiere pugliese Pasquale Zagaria si ritira a vita privata nella campagna romana, ma resta ben presto coinvolto in un oscuro traffico di brillanti, nascosti nei pompelmi. Con l'aiuto della vigorosa moglie Pupetta, cintura nera di karate, Zagaria affronta e sconfigge i delinquenti, ma alla fine l'attende un'amara sorpresa.

## Curiosità
- Il personaggio del cervello elettronico interpretato da Alfonso Tomas verrà riproposto in una versione ampliata nove anni dopo, nel film Vieni avanti cretino.
- L'auto di Pasquale Zagaria è una minicar Casalini Sulky del 1971.
- Pasquale Zagaria è il vero nome di Lino Banfi.
- Il casolare dove abita Zagaria si trova in località Fornacchia nel comune viterbese di Soriano nel Cimino.

## Serie televisiva
Nel 2011 Banfi riprenderà il personaggio rendendolo più serio nella miniserie televisiva Il commissario Zagaria.